# U-Bahnhof Nordfriedhof
Der U-Bahnhof Nordfriedhof (Kürzel der Münchner Verkehrsgesellschaft: NF) ist ein U-Bahnhof im Stadtteil Schwabing der bayerischen Landeshauptstadt München. Er liegt an der Stammstrecke 1 der U-Bahn München und wird von der Linie U6 bedient.

## Geschichte
Am 1. Februar 1965 wurde am U-Bahnhof Schenkendorfstraße, wie die Station damals noch heißen sollte, der erste Spatenstich beim Bau des Münchner U-Bahn-Netzes vollzogen. Mit der Verankerung des ersten Stahlträgers durch den bayerischen Ministerpräsidenten Alfons Goppel und den Münchner Oberbürgermeister Hans-Jochen Vogel an gleicher Stelle folgte der symbolische Baubeginn zwei Tage später. Außerdem wurde an dem Bahnhof, der bis dahin seinen heutigen Namen erhalten hatte, am 7. Oktober 1966 das erste Richtfest für einen Münchner U-Bahnhof gefeiert. Nach einigen Probefahrten und einzelnen Kurzstreckenfahrten zur Benutzung der U-Bahn durch die Bürger, die ersten davon am 19. Oktober 1968, wurde der reguläre U-Bahn-Betrieb am Bahnhof am 19. Oktober 1971, gemeinsam mit der Eröffnung der Strecke zwischen den Stationen Goetheplatz und Kieferngarten, aufgenommen. Wie viele Bahnhöfe der Strecke wurde auch dieser von Paolo Nestler gestaltet. Die Aufzüge wurden nachgerüstet.
In den frühen 1990er Jahren wurde der Bahnhof barrierefrei ausgebaut. Hierzu wurde eine beide Bahnsteige verbindende Brücke errichtet, welche von diesen jeweils über einen Fahrstuhl, auf der Ostseite außerdem durch eine Treppe, erreichbar ist. Der barrierefreie Zugang zum Bahnhof wird durch den Fahrstuhl auf der Westseite ermöglicht, welcher bis zur Oberfläche geführt ist, die er neben der Ungererstraße erreicht.

## Lage und Umgebung
Der Bahnhof liegt unter der parallel verlaufenden Ungererstraße, die auf Höhe des Bahnhofs den Mittleren Rings, der hier Schenkendorfstraße heißt, höhenfrei kreuzt. Der Nordfriedhof, von dem die Station ihren Namen hat, liegt unmittelbar nordöstlich des Bahnhofs. Außerdem erreicht man von dem Bahnhof aus das südlich liegende Ungererbad.
In beiden Richtungen folgt die Strecke dem Verlauf der Ungererstraße. Unter ihr liegt sowohl der 740 Meter stadtauswärts liegende U-Bahnhof Alte Heide als auch der U-Bahnhof Dietlindenstraße, der in der anderen Richtung 813 Meter entfernt liegt. Zur Münchner Stadtmitte (Bahnhof Marienplatz) sind es etwa 4,3 Streckenkilometer und neun Minuten Fahrzeit.

## Bahnhofsanlage

### Aufbau
Die Station gehört zu den wenigen im Münchner U-Bahn-Netz, die zwei Seitenbahnsteige aufweisen. Eine Säulenreihe trennt die beiden Gleise und stützt das Bahnhofsgewölbe. An beiden Enden des Bahnhofes befinden sich Sperrengeschosse, die über Fest- und Rolltreppen die beiden Plattformen mit jeweils einem Aufgang auf beiden Seiten der Ungererstraße verbinden. Von Gleis 2 führt ein Aufzug zu einem Fußgängersteg unter der Decke der Bahnsteighalle, der die Gleisanlagen überbrückt. Von dort kann man in einen zweiten Aufzug steigen, der Gleis 1 mit der Oberfläche verbindet.

### Gestaltung
Die Wände der Bahnhofshalle sind mit grauen Faserzementplatten verkleidet, von denen einige durch orangefarbene ersetzt wurden. Die Beleuchtung wurde in Aussparungen in der Deckenverkleidung aus Lamellen angebracht, der Boden ist mit grauen Platten ausgelegt. Zwischen den ockerfarben angestrichenen Säulen sind Stationsbeschriftungen befestigt. Diese sind, ebenso wie das für die Stationen an der Stammstrecke 1 typische Linienband an den Wänden, in Dunkelblau gehalten.

## Verkehr
Die U6 verkehrt am Bahnhof alle 10 Minuten, in den Stoßzeiten alle 5 Minuten. Stadtauswärts endet etwa jede zweite U-Bahn in Fröttmaning. Es besteht Umsteigemöglichkeit zur Stadtbuslinie 150.
| Linie | Linienverlauf |
| ----- | --- |
| U6    | Garching-Forschungszentrum – (2560 m) – Garching – (1827 m) – Garching-Hochbrück – (4208 m) – Fröttmaning – (830 m) – Kieferngarten – (1431 m) – Freimann – (1087 m) – Studentenstadt – (660 m) – Alte Heide – (740 m) – Nordfriedhof – (813 m) – Dietlindenstraße – (712 m) – Münchner Freiheit – (579 m) – Giselastraße – (744 m) – Universität – (788 m) – Odeonsplatz – (640 m) – Marienplatz – (884 m) – Sendlinger Tor – (843 m) – Goetheplatz – (677 m) – Poccistraße – (624 m) – Implerstraße – (1236 m) – Harras – (837 m) – Partnachplatz – (760 m) – Westpark – (1084 m) – Holzapfelkreuth – (1050 m) – Haderner Stern – (1097 m) – Großhadern – (731 m) – Klinikum Großhadern |